# Токовское
Токовское (укр. Токівське) — посёлок, Токовский сельский совет,
Апостоловский район, Днепропетровская область, Украина.
Код КОАТУУ — 1220389301. Население по переписи 2001 года составляло 1699 человек.
Является административным центром Токовского сельского совета, в который, кроме того, входят посёлки Ток, Червоный Запорожец и село Червоный Ток.

## Географическое положение
Посёлок Токовское находится на правом берегу реки Каменка, выше по течению на расстоянии в 3,5 км расположено посёлок Червоный Запорожец, ниже по течению на расстоянии в 1 км расположено село Усть-Каменка. Посёлок состоит из 2-х частей, разнесённых на 1 км. Восточная, меньшая часть — это бывший хутор Марьевский. К посёлку ведёт отдельная железнодорожная ветка, станция Памятка.

## Экономика
- Токовский гранитный карьер.
- Токовский карьер гранитного блока.
- ООО «Горкис гранит».
- ООО «Камень Украины».
- ООО «Беютага».

## Объекты социальной сферы
- Школа
- Больница

## Достопримечательности
- Токовский водопад